# Amorphophallus curvistylis
Amorphophallus curvistylis är en kallaväxtart som beskrevs av Wilbert Leonard Anna Hetterscheid. Amorphophallus curvistylis ingår i släktet Amorphophallus och familjen kallaväxter. Inga underarter finns listade.